# Torre Gran (urbanització)
La Torre Gran és una urbanització del municipi de Torroella de Montgrí (Baix Empordà). Rep el nom de la Torre Gran, un mas fortificat. És a la falda sud del Tossal Petit i al nord de la carretera Gi-641 que connecta la vila de Torroella i el poble de l'Estartit. Altres urbanitzacions properes, amb les que no hi ha una continuïtat urbana, són la de la Torre Vella al nord-oest i la de les Dunes a l'oest. La urbanització s'enfila pel vessant sud del Tossal Petit passant de poc menys dels 5 msnm fins a poc més de 60 en el seu punt més elevat a un quilòmetre lineal de l'accés des de la carretera pel que el pendent és important en alguns dels seus carrers. És travessada pel Torrent de la Torre Gran.
El mas fortificat que dona nom a la urbanització, Torre Gran, és una masia fortificada del segle XVI-XVII, de notable dimensions, inventariada en el patrimoni arquitectònic català, situada al bell mig de la urbanització a la que li dona el nom. Actualment desocupada, ha estat un lloc turístic com hotel i restaurant.
La urbanització Entitat urbanística Torre Gran va ser aprovada definitivament per la Comissió Provincial d'Urbanisme de Girona el 09/06/1980 i publicat en el DOGC nº 87 Arxivat 2020-07-14 a Wayback Machine. el 15/10/1980. 
Està composta per més de 400 parcel·les sobre una superfície de 367.893 m² segons el PGOTM.
Dins de Torre Gran s'han creat unitats urbanístiques interiors, amb arquitectura pròpia d'estil mediterrani, creant zones veïnals segregades amb jardins i piscines comunitàries, molt atractives. Destaquen: Les Oliveres, Les Palmeres, Bell Racó, Les Acàcies.
Cal assenyalar els peculiars dissenys de les piscines d'aquesta zona, com és el cas de la de Les Palmeres en forma de guitarra, força destacable en vistes de Google Maps i Google Earth.
Dins de Torre Gran es troben les instal·lacions esportives del Club Nàutic de l'Estartit, amb gimnàs, pistes de tennis, pàdel i piscina al aire lliure de grans dimensions.
Torre Gran és considerada com una de les urbanitzacions més grans de la Costa Brava i dotada d'un alt nivell de qualitat d'infraestructures de serveis, amb un bon servei de banda ampla per fibra òptica.